# Field of Glory
Field of Glory (FoG) ist ein Tabletop-Regelsystem, das der britische Osprey Publishing in Kooperation mit dem Computerspielehersteller Slitherine Strategies publiziert. Das Regelwerk befasst sich mit der spielerischen Schlachtsimulation von an historischen Vorbildern orientierten Armeen. Das von Richard Bodley Scott, Simon Hall und Terry Shaw auf Englisch verfasste Regelbuch erschien 2008, die deutsche Übersetzung erschien im März 2009. Zusätzlich zu den Regeln veröffentlicht der Osprey-Verlag so genannte Companion Books, die zu jeweils einer historischen Epoche oder einer Region Armeelisten der einzelnen Völker sowie kurze Beschreibungen der historischen Hintergründe enthalten. Die Regeln und Companion Books befassen sich mit Antike und Mittelalter (der abgebildete Zeitraum reicht von 3000 v. Chr. bis 1500 n. Chr.), sowie Renaissance (1500–1700 n. Chr.). FoG Napoleonics, welches das napoleonische Zeitalter abdeckt, ist 2012 erschienen.

## Spielprinzip
Field of Glory wird mit Basen (Spielsteine mit fest definierter Frontbreite, auf denen die Miniaturen befestigt sind) gespielt, die zu so genannten Kampfverbänden aus 2 bis 12 Basen zusammengefasst werden. Die Basen sind über die Eigenschaften Truppentyp, Rüstung, Qualität, Training und Kampffähigkeiten definiert. Soweit gewünscht kann durch das integrierte Punktesystem eine ausgeglichene Stärke der Armeen erreicht werden. Gespielt werden kann mit Figuren beliebiger Maßstäbe, es ändert sich lediglich die Breite der Basen. Für Turniere ist in Deutschland 15 mm der übliche Maßstab.
Das Spiel verwendet keine Felder. Auf der Spielfläche (die üblicherweise 180 × 120 cm groß ist) werden Geländegegebenheiten mit geeigneten Modellen oder Markierungen dargestellt. Bewegungen werden mit Maßbändern oder -stäben gemessen, die Spieler ziehen abwechselnd. Ziel des Spieles ist es, dem Gegner eine bestimmte Anzahl an Verlustpunkten zuzufügen. Diese werden hauptsächlich erzielt, in dem die gegnerischen Einheiten zu Moraltests gezwungen werden. Werden diese nicht bestanden fallen die Kampfverbände in einen schlechteren Moralzustand (es gibt vier: „standhaft“, „erschüttert“, „zerrüttet“, „fliehend“), bis sie schließlich fliehen.

## Liste der Companion Books Antike und Mittelalter
1. Rise of Rome – Epoche der römischen Republik
2. Storm of Arrows – Europäisches Spätmittelalter
3. Immortal Fire – Epoche des klassischen Griechenlands bis zu den Diadochen
4. Swords and Scimitars – Epoche der Kreuzzüge
5. Legions Triumphant – Epoche des römischen Kaiserreichs
6. Eternal Empire – Das Osmanische Reich und das spätalterliche Osteuropa
7. Decline and Fall – Das byzantinische Reich vom Fall Westroms bis zum Beginn der Kreuzzüge
8. Wolves From the Sea – Europäisches Frühmittelalter
9. Swifter than Eagles – Die Epoche der biblischen Kriege
10. Oath of Fealty – Europäisches Hochmittelalter
11. Empires of the Dragon – Ostasiatische Armeen
12. Blood and Gold – Armeen des amerikanischen Kontinents
13. Lost Scrolls – Sammlung weiterer Armeelisten ohne gemeinsames Thema[1]

## Liste der Companion Books Renaissance
1. Wars of Religion – Dreißigjähriger Krieg auf allen seinen Schauplätzen
2. Trade and Treachery – Die italienischen Kriege und Religionskriege des 16. Jahrhunderts
3. Clash of Empires – das Ottomanische Reich und die Heere des nahen Ostens und des Baltikums
4. Colonies and Conquest – Die Kolonialmächte und ihre Gegner
5. Duty and Glory – Europa des späten 17. Jahrhunderts
6. Cities of Gold – Kolonialisierung Amerikas und die indigenen Völker[2]

## Liste der Companion Books Napoleonics
1. Triumph of Nations – beinhaltet Armeelisten vom Russlandfeldzug 1812 bis zu den 100 Tagen[3]
2. Emperors and Eagles – beinhaltet die Armeelisten der Kriege der Französischen Revolution von 1792 bis 1802, die französischen Feldzüge von 1804 bis 1808 sowie weitere Konflikte von 1807 bis 1814.[4]

## Versionsgeschichte
Am 18. Oktober 2012 wurde eine neue Version der Regelvariante für Antike bis Mittelalter veröffentlicht. Diese Version 2.0 erschien zunächst als Software für die Plattformen "PC", "Mac" und iPad. Eine gedruckte Variante von FoG 2.0 wurde Anfang 2013 als Print On Demand Hardcover realisiert. Zeitgleich erschien das Companion-Book "Rise of Rome" als (inhaltlich unveränderte) digitale Version. Im Januar 2013 wurde auch die Veröffentlichung aller weiteren Companions in elektronischer Form angekündigt.

## Turniere und Spielergemeinschaft
Seit der Veröffentlichung des Regelwerks hat sich eine international vernetzte Spielergemeinschaft gebildet, die sich über diverse Internetforen austauscht und (häufig international besuchte) Turniere organisiert. Die deutsche Homepage fieldofglory.de verzeichnete bis September 2012 bereits über 540 Turniere und über 1200 Spieler aus 18 Ländern in ihrer Datenbank.
Seit 2011 wird im Rahmen der German Open, die jedes Jahr im März auf der Marksburg abgehalten wird, der internationale deutsche Meister gekürt.
Bislang gab es folgende Sieger:
- 2011: Lionel Colin
- 2012: Martin Wirt
- 2013: Ferdi Akaltin[7]

## Auszeichnungen
Im Jahr 2008 wurde das Regelwerk mit dem UK Games Expo Award in der Kategorie Miniatures ausgezeichnet.
Im Jahr 2009 wurden bei den 35. Origins Awards sowohl das Regelwerk in der Kategorie Historical Miniature Figure Game Rules (zusammen mit Song of Drums and Shakos) als auch die Erweiterung Rise of Rome in der Kategorie Historical Miniature Figure Game Rules Supplement mit einem Origins Award ausgezeichnet.